# Modet under 1100-talet
Modet under 1100-talet syftar på klädmodet i Europa under 1100-talet. Under denna tidsperiod var mode ett västerländskt fenomen, eftersom klädedräkten i andra delar av världen under denna tidsperiod bestod av en etnisk och kulturell klädedräkt, som inte genomgick förändringar efter modets växlingar på det sätt som skedde i Europa. 

## Allmänt
Från 1100-talet började den västeuropeiska dräkten, som hade sett likadan ut sedan romerska rikets fall på 400-talet, långsamt förändras. Män och kvinnor bar likadana kläder: en undertunika (särk) och en övertunika, med den enda skillnaden att kvinnors kläder var längre. Under 1100-talet var dessa figurnära. Tunikan var figurnära i den mening att den skars närmare kroppen, men kläderna var under denna tid inte figursydda utan skars i en rak rektangel, vilket innebar att de trots att de var snäva, ändå inte följde figuren utan snarare hade en tubform.
Underkläderna var alltid av linne, och "linnekläder" var därför en synonym för underkläder, medan överkläderna ofta var av kläde: dyrbara tyger som siden var ytterst sällsynta importvaror under 1100-talet.

## Dammode

### Klädedräkt
Under 1100-talet var kvinnors och mäns kläder i grunden likadana. Även kvinnor bar en kortare linnetunika med långa snäva ärmar under en längre och vidare övertunika. Kvinnors undertunika kallades chemise, och deras övertunika kirtle (kjortel) eller bliaut. Tunikan var figurnära i den mening att den skars närmare kroppen, men kläderna var under denna tid inte figursydda utan skars helt raka, vilket innebar att de trots att de var snäva, ändå inte följde figuren utan snarare hade en tubform. 
Medan mäns övertunika kunde vara både lång och kort, var kvinnors alltid långa. Liksom för män blev dessa kläder mer figurnära under 1100-talet, och bars ofta med bälte. Kjorteln var det huvudsakliga klädesplagget, och i det fall den var lång skilde den sig inte åt mellan män och kvinnor utom ifråga om storlek.
Både män och kvinnor bar mantel, ofta en med huva, över sina två tunikor. 

### Hår och huvudbonad
Kvinnor täckte över sitt hår med slöja (dok) så fort de gifte sig (det kallades därför också "frudok" eller "hustrulin"). Under 1100-talet började de också täcka över halsen. Ogifta kvinnor kunde däremot visa håret. Under 1100-talet bar kvinnor håret i många långa hängande flätor, ofta med hjälp av löshår. 

### Bildgalleri

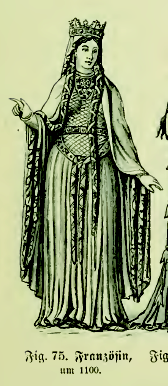
1100-talets typiska figurnära övertunika (bliaut) med bälte under en mantel, och långa hängande löshårsflätor.
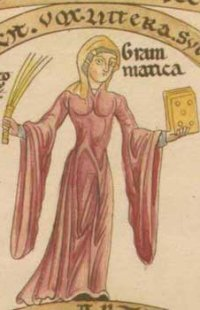
1100-talet typiska figurnära bliaut med hängande ärmar, här buren av en kvinna.

## Herrmode

### Klädedräkt
Män bar brokar (braies) av linne om könsdelar och bak, och nedanför dessa benkläder (hosor eller chausse), som fästes vid knäna; de hölls alla uppe av ett bälte. På överkroppen bars en kortare linnetunika med långa snäva ärmar innerst, och en övertunika (cote, cotte eller kjortel) med vidare ärmar, fästad med bälte om midjan.  
Övertunikan (bliaute) kunde vara knäkort eller räcka ned till anklarna: arbetare bar den korta modellen, medan den långa ansågs finare, utom i krigsdräkt. Under 1100-talet blev kläderna plötsligt mer figurnära än de varit tidigare, vilket var en första antydan om en modeväxling. Tunikan var figurnära i den mening att den skars närmare kroppen, men kläderna var under denna tid inte figursydda utan skars helt raka, vilket innebar att de trots att de var snäva, ändå inte följde figuren utan snarare hade en tubform.
Ytterkläderna bestod av manteln, som fästes över den högra axeln. Utöver mantelns huva uppkom en ny huvudbonad, coif, som efter detta bars i flera sekel av både män och kvinnor. 
Under 1100-talet började riddare bära en vid ärmlös tunika (surcote) över sin rustning för att skydda metallen från solen. Under rustningen började de bära en typ av vadderat livplagg kallad gambeson eller doublet.  

### Hår och huvudbonad
1100-talets man skulle gärna vara kortklippt och slätrakad. Anledningen har föreslagits vara att båda skägg och långt hår kunde fastna i samtidens rustningar och brynjor. 

### Bildgalleri

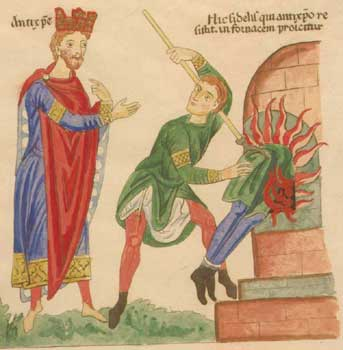
Röd mantel buren fäst över axeln över en blå tunika. Grön tunika uppfäst över hosorna.
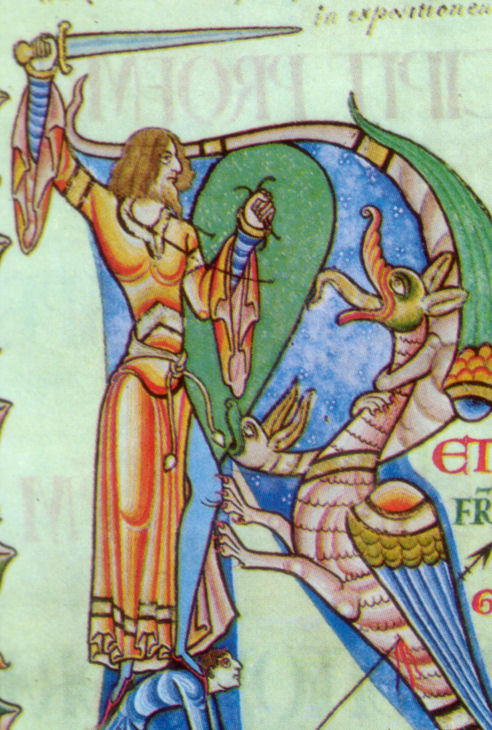
1100-talet typiska figurnära bliaut med hängande ärmar, här buren av en man.